# 鳳山龍山寺
鳳山龍山寺，舊稱為鳳山觀音寺。是一間位於臺灣高雄市鳳山區的寺廟，建於清治時期乾隆初年，主祀觀世音菩薩，早年為當地泉州三邑移民的信仰中心。1985年公告為原二級古蹟，現升格為文化部所轄國定古蹟，也是高雄唯一名列國定古蹟的寺廟。
與鳳山雙慈亭、鳳山開漳聖王廟、鳳山城隍廟 並稱，人稱「鳳山四大古廟」。

## 沿革
鳳山龍山寺為清領時期在臺灣就已存在的七座龍山寺之一，其餘六座則分別為淡水龍山寺、艋舺龍山寺、林口龍山寺、大溪龍山寺、鹿港龍山寺、臺南龍山寺，主要信眾為來自泉州三邑地區的三邑人，此寺廟的信仰系統，都是源自於福建省泉州府晉江縣的泉安龍山寺，而鳳山龍山寺臺灣所在位置最南的龍山寺。
依據乾隆二十九年（1764年）《重修鳳山縣志》記載之「龍山寺位陂頭街草店尾」，以及最早的匾額「南雲東照」推斷，鳳山龍山寺早於乾隆二十五年（1760年）前就已建立，並在乾隆二十九年（1764年）間就已有基本規模。
另一民間起源則相傳，康熙年間曾有來自福建的先民，由於隨身攜帶來自晉江龍山寺的觀音菩薩香火袋，行經現址一口古井汲水止渴前，將香火包掛在井旁之石榴樹上，離去後忘記帶走，到了夜晚，香火袋卻突然發光引起周圍的居民好奇，後認為是菩薩顯靈而貢奉香火，並將原本的蕃石榴樹枝刻成觀音佛像。，由於廟宇鄰近鳳山溪與碼頭，在水利、舟楫出入之便，與鳳山地區的歷史發展緊密連結，更迅速發展為香火鼎盛的寺廟，龍山寺分別在嘉慶十二年（西元1807年）由地方官最後一次大規模的修建，此時建築物的基本格局大致奠定今日的規模。後在道光十五年（西元1835年）總董張源裕等人、及同治十年（西元1871年）管理人丁振鳳等人再度重修。
日治時期，曾在昭和8年（1933年）將兩側的護龍改建成西洋式建築，戰後時期為解決屋齡老舊問題，1958年曾進行三川門與正殿的整修，從臺南聘請陳玉峰施作門神彩繪。
1984年，依法成立鳳山市龍山寺管理委員會，主委吳玉郎極力推動文資保護，因而在1985年獲指定為省轄第二級古蹟（現已升格國定古蹟），1988年，鳳山龍山寺完成第一期修護工程，並聘請潘岳雄重繪門神，同時將護龍改建為鋼筋混凝土兩層樓仿古樓房，增建鐘鼓樓，後在1994年完成第二期屋脊修護工程。2012年9月5日凌晨兩點，鳳山龍山寺發生火災，主要受損部分有三川殿、中門木柵欄、門神彩繪、門扇及抱鼓石等區域。

## 建築設計
鳳山龍山寺現址位於鳳山縣新城大東門遺址旁，建築坐南朝北由三川殿、過廊、左右廂房、正殿、左殿、右殿等所組成，建築結構屬於工字殿，為兩落格局建築。其中三川門最具特色之處，則採取建築入口處內縮，形成簷下有步口廊設大門的「凹壽式」作法，左側廂房前的空地目前放置過去整修龍山寺所建的碑林，共有七座古碑，此外三川門與正殿之間則設置拜亭，使得建築物形成連貫性的空間。
龍山寺廟中的泥塑雕工以精緻著稱。保存包括石匠、木匠、雕花匠、泥塑匠的剪黏、彩繪作品，文人雅士題寫的對聯、匾額。
龍山寺旁建有觀音文化大樓，奉祀觀音佛祖等眾聖真。

### 匾額
1.正殿神龕上所懸掛的「南雲東照」匾，是寺中歷史最悠久的古匾，乾隆二十五年（1760年）所獻。
2.三川殿正門高懸「墨名儒行」匾，於乾隆三十八年（1773年）由賜進士出身文林郎晉江林聰敬題

## 奉祀聖真
- 正殿：主祀觀世音菩薩，同祀大勢至菩薩、天上聖母及武財神並配祀善才龍女和虎爺
  - 龍邊韋馱宮陪祀：韋馱菩薩、註生娘娘及月老神君
  - 虎邊伽藍祠陪祀：伽藍菩薩及境主公
  - 兩側為十八羅漢神龕
- 拜殿：彌勒菩薩、藥師佛、大勢至菩薩、四大天王
- 三寶佛殿：供奉三寶佛及華嚴三聖（釋迦牟尼佛、文殊師利菩薩、普賢菩薩）
- 地藏王殿：供奉地藏王菩薩、太陽星君、太歲星君和福德正神。

## 圖片

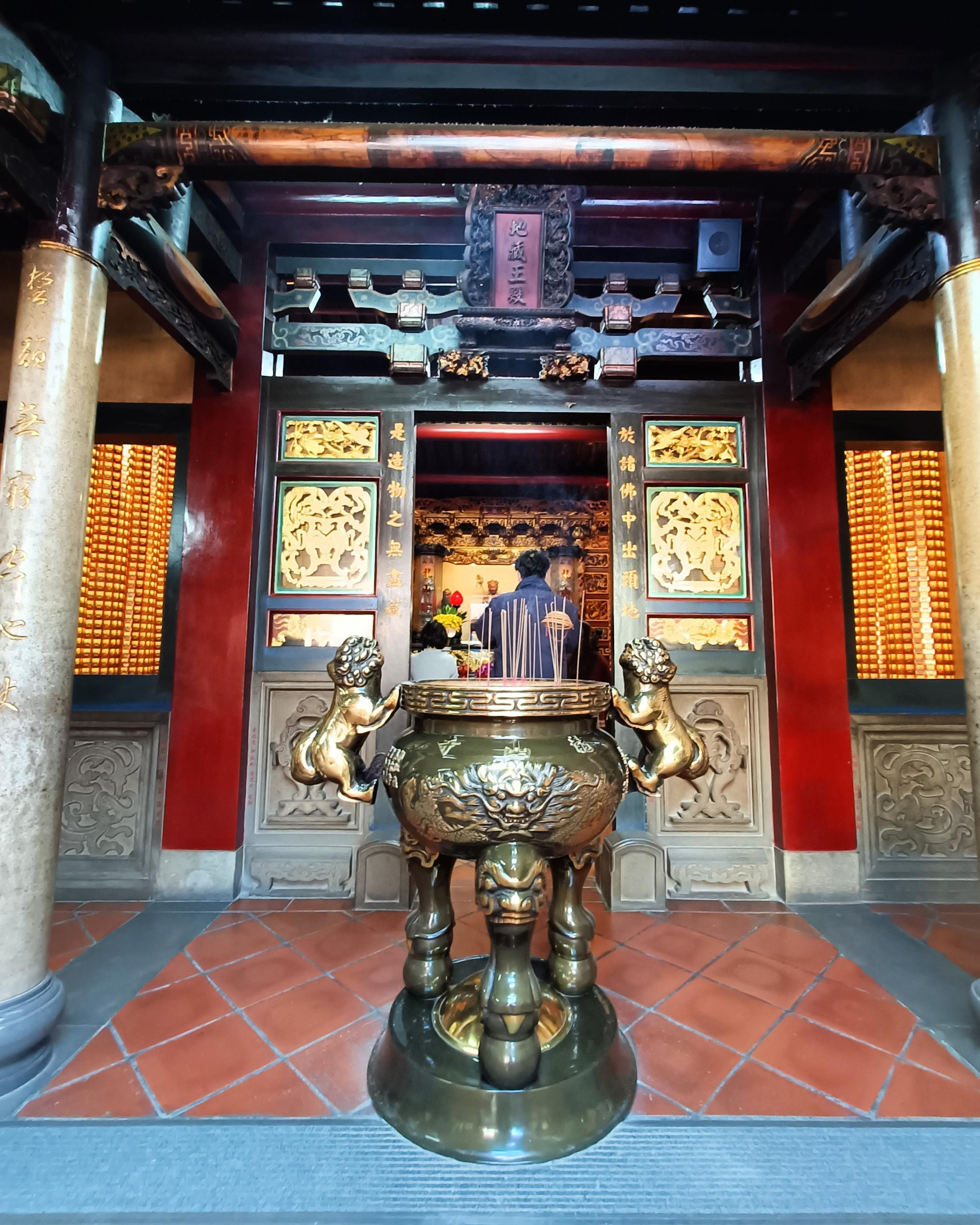
地藏王殿
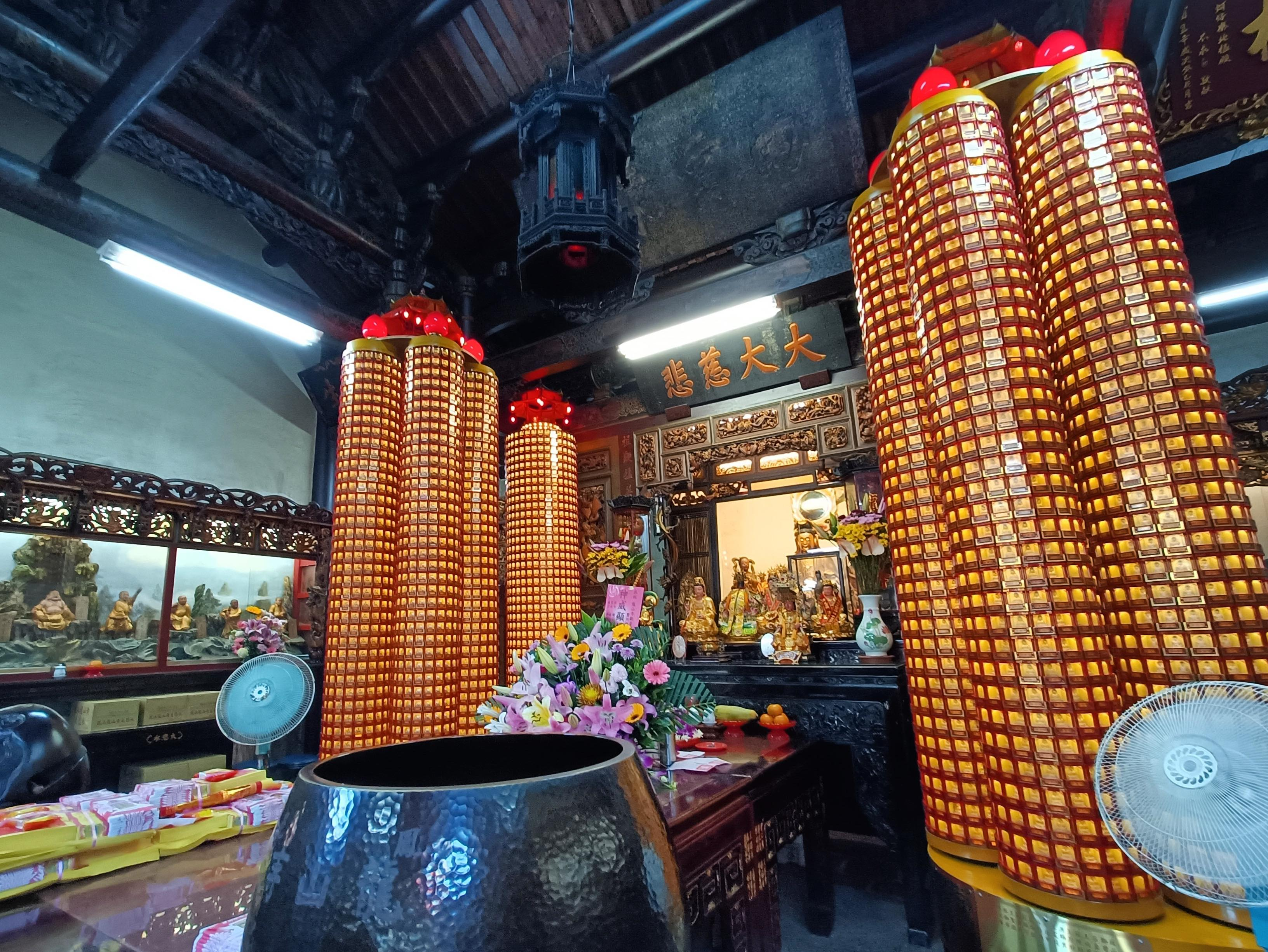
正殿
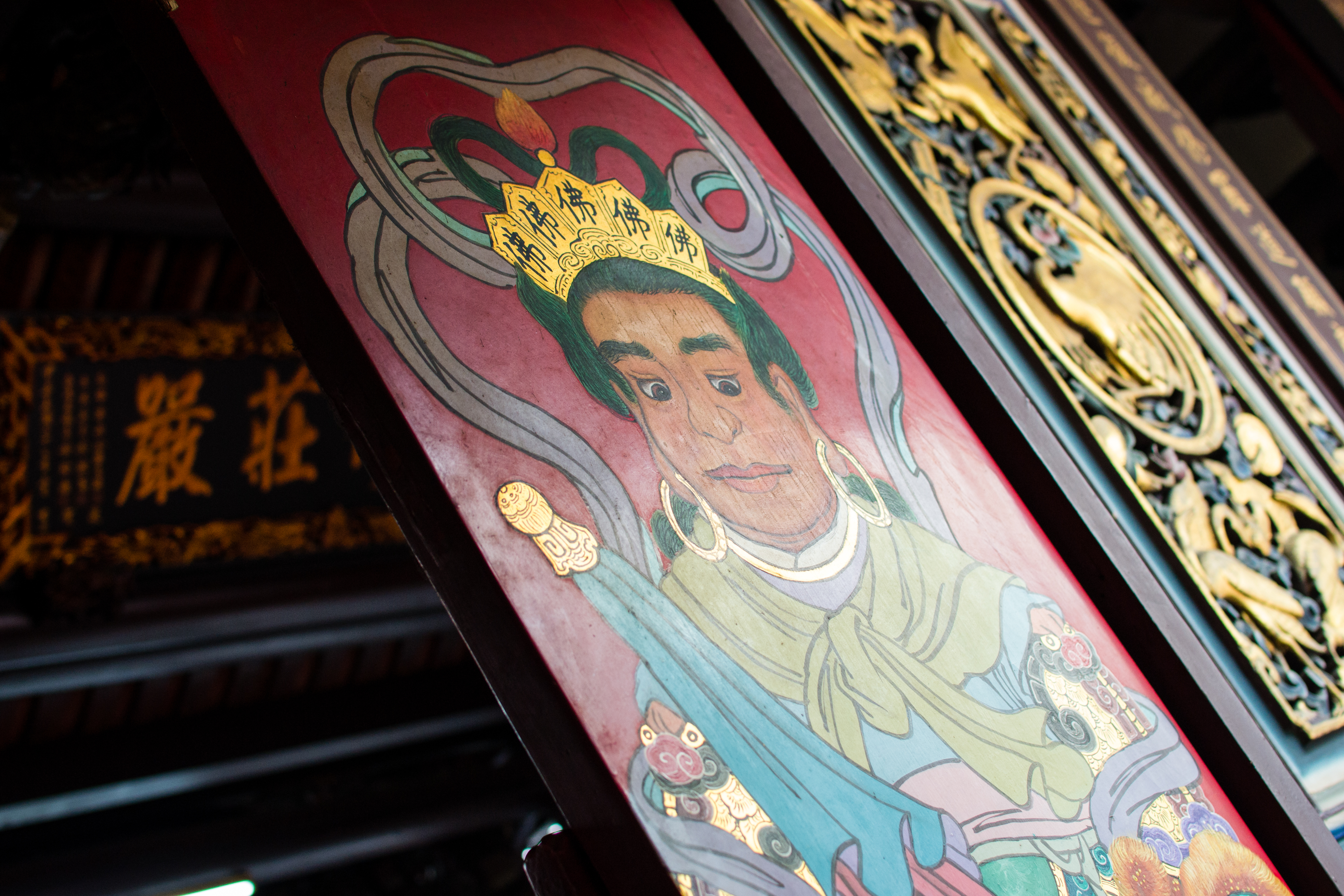
門神彩繪
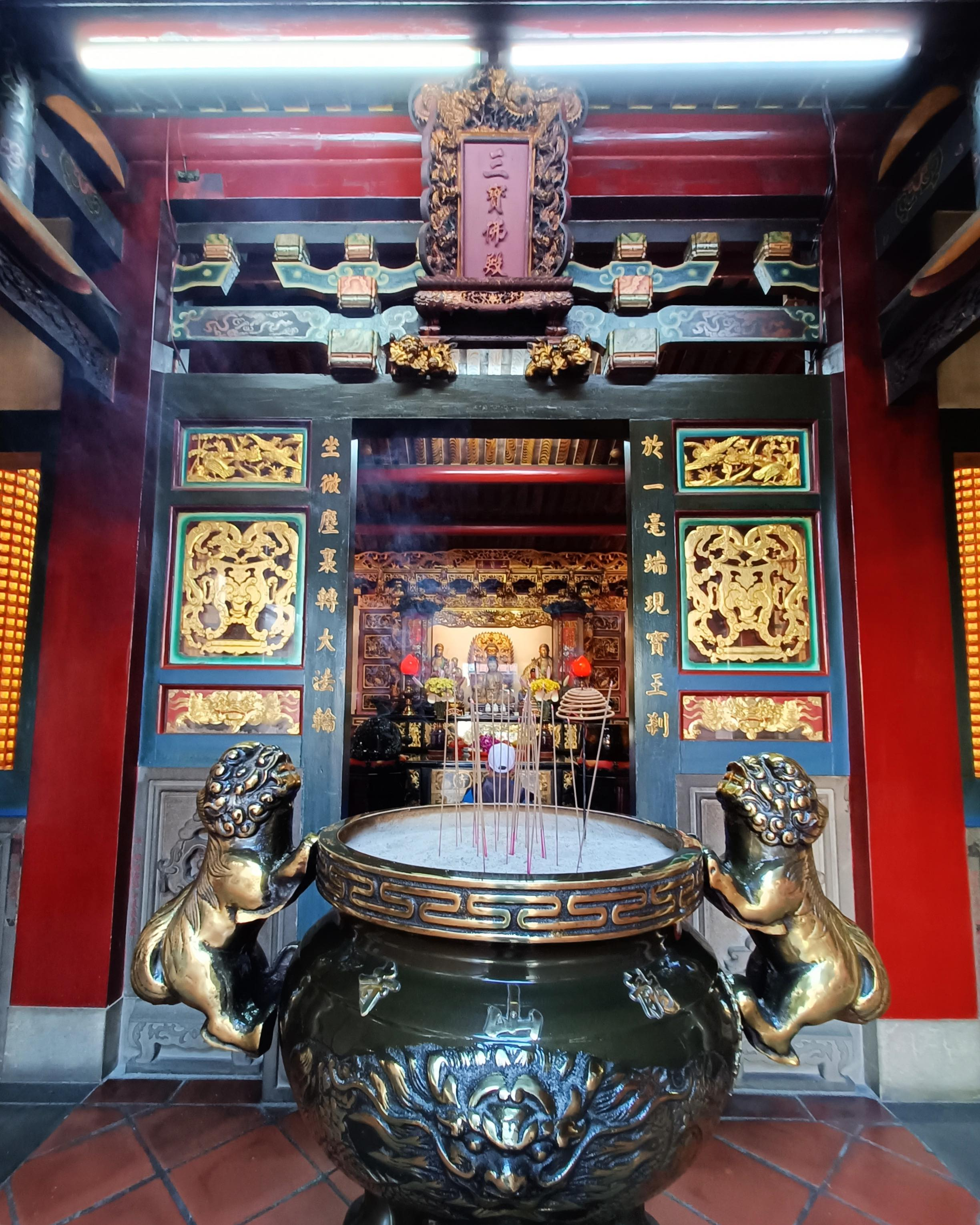
三寶佛殿